# Anneau (champignon)
Pour les articles homonymes, voir anneau.

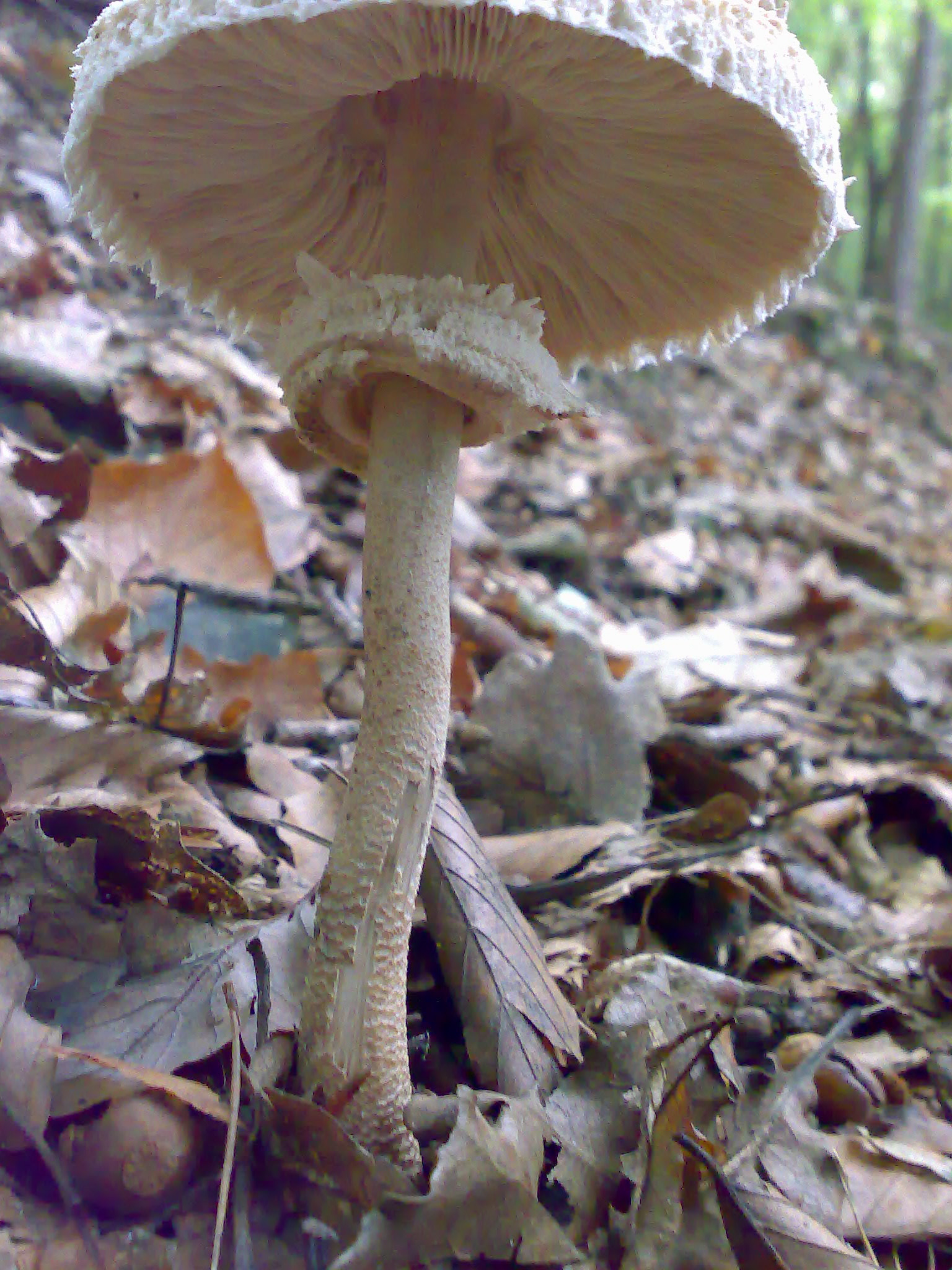
Anneau double, épais, frangé et coulissant d'une coulemelle

L’anneau est un ornement de forme circulaire présent sur le pied (stipe) de certains champignons à chapeau.

## Ontogénèse
L'anneau est un reste, parfois rudimentaire ou fugace, du voile partiel qui, à l'état jeune, réunissait le pied à la marge du chapeau.

## Aspects
Différents aspects de l'anneau et exemples : 
- ascendant ou infère : montant du bas du pied (agaric)
- descendant ou supère ou juponant ou en jupon : descendant du sommet du pied (amanite)
- coulissant : libre et mobile (coprin)
- fugace ou labile : disparaissant rapidement à la croissance ou facilement par détersion (amanite) ; certaines espèces (dans les cortinaires notamment) n'ont qu'une trace qu'on appelle une zone annulaire.
- membraneux : très mince comme du papier (agaric)
- complexe, double, à roue dentée : (lépiote, agaric)
- bourrelet : (lépiote)
- frangé : (amanite) dont le bord est dilacéré ou très appendiculé[3]
- armille : engainant longuement le pied de bas en haut, comme une chaussette (armillaire, cystoderme)
- cortine : filamenteux comme une toile d'araignée (cortinaire)

Déliquescent
Attaché par le haut
Attaché par le bas
Libre
Double
Gainé